# Ayelet Gundar-Goshen

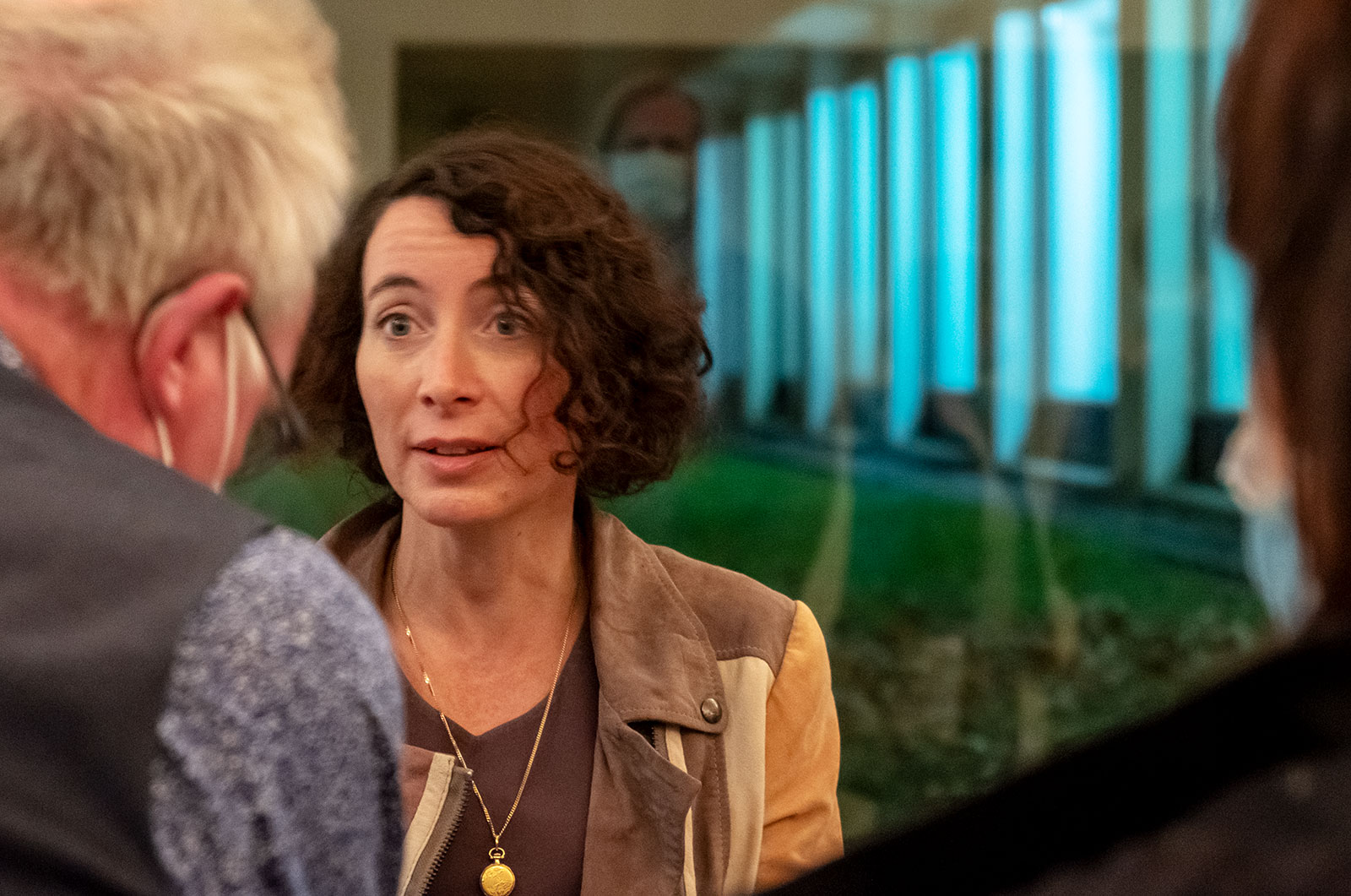
Ayelet Gundar-Goshen, 2021

Ayelet Gundar-Goshen (hebräisch איילת גונדר-גושן; geboren 1982 in Tel Aviv) ist eine hebräischsprachige israelische Autorin.

## Leben
Ayelet Gundar-Goshen studierte Psychologie in Tel Aviv und danach Film und Drehbuch an der Sam Spiegel Film and Television School in Jerusalem. Sie ist Psychologin und Autorin und lebt mit ihrem Ehemann, dem Autor Yoav Shutan-Goshen, und ihren drei Kindern in Tel Aviv. Neben Romanen schreibt sie Drehbücher für israelische Kurzfilmproduktionen. So erzielte sie mit Batman at the Checkpoint 2012 einen „Berlin Today Award“ bei den Berlinale Talents.
2012 veröffentlichte sie ihren ersten Roman, Eine Nacht, Markowitz, für den sie 2013 den israelischen Sapir-Preis für das beste literarische Debüt in hebräischer Sprache erhielt. Er handelt von einem israelischen Heldenmythos, der zur Horrorgeschichte wird, und soll von der BBC verfilmt werden. 2017 erschien Gundar-Goshens Roman Lügnerin, die Geschichte einer Frau, die einen sexuellen Übergriff erfindet. Ihr dritter Roman, Löwen wecken über einen Arzt, der in der Negevwüste einen eritreischen Flüchtling totfährt und Fahrerflucht begeht, wurde 2017 mit dem Wingate Literary Prize ausgezeichnet. Ihr Roman Wo der Wolf lauert (2021) spielt in Palo Alto und setzt sich mit Antisemitismus und Black Lives Matter auseinander. 2025 erschien ihr fünfter Roman, Ungebetene Gäste.
Im Sommersemester 2023 hatte Gundar-Goshen die Amos-Oz-Gastprofessur für hebräische Literatur an der Ludwig-Maximilians-Universität München inne.

## Werke
- Eine Nacht, Markowitz. Kein & Aber, Zürich/Berlin 2013, ISBN 978-3-0369-5926-9 (432 S., hebräisch: לילה אחד, מרקוביץ (Laila echad, Markowitsch). Übersetzt von Ruth Achlama).
- Löwen wecken. Kein & Aber, Zürich/Berlin 2015, ISBN 978-3-0369-5940-5 (432 S., hebräisch: להעיר אריות (Le-ha'ir arajot). Übersetzt von Ruth Achlama).
- Lügnerin. Kein & Aber, Zürich/Berlin 2017, ISBN 978-3-0369-5980-1 (336 S., hebräisch: השקרנית והעיר (Ha-Schakranit we-ha-Ir). Übersetzt von Helene Seidler, Für 2019 in Köln als Ein Buch für die Stadt ausgewählt.).
- Wo der Wolf lauert. Kein & Aber, Zürich/Berlin 2021, ISBN 978-3-0369-5849-1 (352 S., hebräisch: רילוקיישן (Relocation). Übersetzt von Ruth Achlama).
- Ungebetene Gäste. Kein & Aber, Zürich/Berlin 2025, ISBN 978-3-0369-5063-1 (320 S., hebräisch: אורחים לא מוזמנים. Übersetzt von Ruth Achlama).

## Rezeption
Der Roman Löwen wecken wurde auch in Deutschland von der Kritik positiv aufgenommen:

„'Löwen wecken' ist eine nachhaltige Verstörung, ein existentialistischer Roman, der den Leser veranlasst, seine eigene Position immer wieder neu zu hinterfragen - wie würde ich handeln?“

„Ayelet Gundar-Goshens Roman ist atmosphärisch, bildstark und abgründig. In der staubigen Wüstenlandschaft echauffieren sich die Gemüter, die Figuren sind vielschichtig und die Grenzen zwischen Gut und Böse verschwimmen. Ein fulminanter Roman mit viel Sprachwitz, der sich zu einer Tour de Force durch menschliche Abgründe steigert.“

Der Roman Lügnerin wurde in Köln zum Buch für die Stadt ausgewählt.